# ReShonda Tate
Reshonda Tate, également connue sous le nom de ReShonda Tate Billingsley, est une écrivaine, journaliste et présentatrice de journaux télévisés américaine née en 1969.

## Biographie
Reshonda Tate naît à Kansas City, dans le Missouri. Ses parents sont Bruce Tate et Nancy Kilgore. Très jeune, elle déménage en Arkansas et passe la majeure partie de son enfance à Smackover, la ville natale de sa mère. Elle s'installe ensuite à Houston, au Texas, où elle est diplômée de la Madison High School (en). Elle obtient une licence en journalisme à l'université du Texas à Austin.
Tate est l'autrice de 53 livres et participe à plusieurs anthologies. Elle écrit des ouvrages de non-fiction, des romans historiques, ainsi que des romans pour adultes et adolescents sous le nom de ReShonda Tate Billingsley. Trois de ses romans sont nominés pour le NAACP Image Award for Outstanding Fiction et plusieurs d'entre eux, comme Let the Church Say Amen ou The Secret She Kept, sont adaptés au cinéma. L'adaptation cinématographique de son deuxième roman Let the Church Say Amen, réalisée par Regina King et produite par TD Jakes et Queen Latifah, est diffusée à l'origine sur BET.
En 2014, Tate cofonde une maison d'édition, Brown Girls Books, avec l'autrice Victoria Christopher Murray. Elle joue également dans la pièce de théâtre Marriage Material de Je'Caryous Johnson.
Tate travaille pour la chaîne de télévision KFOR-TV à Oklahoma City.

## Vie privée
Elle épouse le Dr Miron Billingsley et a trois enfants.